# 필리프 알브레히트 폰 뷔르템베르크
필리프 알브레히트 폰 뷔르템베르크(Philipp Albrecht, Duke of Württemberg, 1893년 11월 14일 ~ 1975년 4월 15일)는 알브레히트 폰 뷔르템베르크와 마르가레테 조피 폰 오스트리아 여대공의 아들이었다. 그는 슈투트가르트에서 태어나 1939년 10월 29일 아버지의 사망으로 이전에 통치하던 뷔르템베르크 왕가의 수장이 되었다. 그는 81세의 나이로 라벤스부르크에서 사망했다.